# Poasi Tei
Poasi Mataele Tei, né le 4 octobre 1967, est un homme politique tongien.

## Biographie
Titulaire d'un diplôme de licence d'économie-gestion puis d'un master universitaire en administration d'entreprises de l'université du Pacifique Sud, il travaille comme statisticien pour le gouvernement de 1991 à 1993, puis dans la gestion de diverses entreprises publiques ou privées.
Il entre à l'Assemblée législative des Tonga comme député indépendant de la circonscription de Tongatapu 6 aux élections législatives de novembre 2014 et est nommé ministre des Entreprises publiques dans le gouvernement d'ʻAkilisi Pohiva,. En septembre 2017, il se voit confier le grand ministère de la Météorologie, de l'Énergie, de l'Information, de la Gestion des catastrophes naturelles, de l'Environnement, des Communications, et du Réchauffement climatique,. À la mort du Premier ministre en 2019, il conserve ce poste dans le gouvernement Tuʻiʻonetoa.
Il est reconduit à cette même fonction dans le gouvernement de Siaosi Sovaleni après les élections de 2021, et devient dans le même temps vice-Premier ministre. Le 13 mai 2022, toutefois, sa réélection comme député en 2021 est cassée par la Cour suprême, qui le reconnaît coupable de corruption électorale. Il perd de ce fait son ministère également. La même sentence est appliquée au ministre des Finances Tatafu Moeaki (en) et au ministre de l'Intérieur Sangster Saulala (en), pour la même raison. L'expulsion des trois hommes du Parlement est effective le 10 août 2022, après la confirmation en appel de leur condamnation.